# Ролонга
Ролонга — река в России, протекает по территории Амбарнского сельского поселения Лоухского района Республики Карелии. Длина реки — 12 км.
Река берёт начало из ламбины без названия и далее течёт преимущественно в восточном направлении по заболоченной местности.
Ролонга в общей сложности имеет 11 малых притоков суммарной длиной 33 км.
Впадает на высоте 109,5 м над уровнем моря в Валазреку, которая впадает в Топозеро.
Населённые пункты на реке отсутствуют.
Код объекта в государственном водном реестре — 02020000412102000000338.